# Fröhlicher Frühling – mit Wolfgang & Anneliese
Fröhlicher Frühling – mit Wolfgang & Anneliese ist eine 2011 von Sat.1 ausgestrahlte Comedysendung mit Bastian Pastewka und Anke Engelke als Wolfgang und Anneliese. Es handelt sich um eine Fortsetzung der beiden Sendungen Fröhliche Weihnachten! – mit Wolfgang & Anneliese. Die Erstausstrahlung erfolgte am 13. Mai 2011. Regie führten Ladislaus Kiraly und Erik Haffner.

## Inhalt
Angelehnt an die Vorgänger wurde diesmal vor allem das Frühlingsfest der Volksmusik parodiert. Dafür schlüpften Anke Engelke und Bastian Pastewka in  Wochenshow- und Ladykracher-Figuren sowie  Persönlichkeiten wie Semino Rossi, Gunther Emmerlich, Andrea Berg, Tina Turner oder Die Flippers.
Als Gäste waren David Hasselhoff und Hans Klok zu sehen.